# Osbornellus eccritus
Osbornellus eccritus är en insektsart som beskrevs av Freytag 2008. Osbornellus eccritus ingår i släktet Osbornellus och familjen dvärgstritar. Inga underarter finns listade i Catalogue of Life.